# Nuke (Counter-Strike)
Nuke, también conocido por su nombre de archivo de_nuke, es un mapa multijugador de la serie de videojuegos de disparos en primera persona Counter-Strike de Valve Corporation, centrado en la desactivación de bombas. Ambientado fuera y dentro de las instalaciones de una planta de energía nuclear mientras los antiterroristas intentan repeler un ataque devastador, fue lanzado por primera vez en noviembre de 1999 para el Counter-Strike original. Recibió un rediseño significativo en 2016 para Counter-Strike: Global Offensive como parte de la actualización "Operation Wildfire", que agregó detalles más realistas y modificó su diseño. Se realizó otra actualización al mapa en 2018. Se usa mucho en el juego competitivo y continúa siendo divisivo por su diseño incluso después de su renovación debido a su diseño complejo y grandes áreas abiertas. Es conocido por ser un refugio para el equipo defensor.

## Diseño
El mapa original de Nuke para Counter-Strike se desarrollaba en un entorno de cañón del suroeste similar al del nivel Surface Tension de Half-Life, incluidas las cajas de envío pertenecientes a Black Mesa Research Facility. Las partes interiores del mapa estaban ambientadas en un almacén oxidado que contenía materiales nucleares. En Counter-Strike Source, se modificó para que se pareciera a una antigua planta nuclear fuera de servicio con torres de refrigeración bajo un cielo sombrío. Si bien inicialmente se establecía en Alemania, luego se cambió a una planta estadounidense.
En el rediseño del mapa en 2016, se actualizó su apariencia para tener una "estética institucional limpia" basada en plantas nucleares reales, y se modificó su nombre a Planta de energía nuclear Cedar Creek. Esto, y su cambio a un cielo azul brillante y soleado, se hicieron para darle al mapa una estética más legible, así como para aumentar la credibilidad dentro del entorno del juego. Los propósitos más claramente definidos para las habitaciones hicieron que los llamados a los jugadores fueran más útiles.

## Recepción
En 2016, Alex Walker de Kotaku llamó a Nuke uno de los mapas más icónicos de la serie, describiéndolo como una fortaleza para los antiterroristas. Explicó que su naturaleza unilateral, incluso después del rediseño, significaba que el mapa "no era divertido" y era odiado tanto por los jugadores profesionales como por los equipos de emparejamiento de bajo nivel, lo que provocó que fuera vetado constantemente. Ben Barrett de PCGamesN también lo describió como uno de los mapas más famosos y jugados de la serie, y lo calificó como uno de los mapas limitados lo suficientemente buenos para el juego profesional. A pesar de su rediseño relativamente nuevo, Nuke se agregó nuevamente al grupo de mapas competitivos para reemplazar a Inferno, lo que causó controversia entre los profesionales, algunos de los cuales pidieron que se eliminaran otros mapas en su lugar. Robin "flusha" Rönnquist, un exmiembro de Fnatic, describió el nuevo Nuke como "un mapa tan caótico, que no sabes qué tan bien puedes jugarlo", y también lo llamó "simplemente un mal mapa". Sin embargo, Ninjas in Pyjamas, que fue uno de los mejores equipos del antiguo Nuke, se mostró satisfecho con el cambio y dijo que estaban "muy emocionados de tenerlo de vuelta".
Alice O'Connor de Rock Paper Shotgun elogió el rediseño de 2016 en términos estéticos, calificando la nueva apariencia del mapa de "encantadora" y los ajustes al diseño del mapa de "pequeños pero inteligentes". Calificando el equilibrio de niveles como "un arte complejo y maravilloso", pidió a los desarrolladores que hablen más sobre cambios de nivel pequeños pero importantes.
Mitch Bowman de PC Gamer, declaró en 2018 que Nuke era el mapa menos popular de Global Offensive con diferencia, diciendo que su popularidad había disminuido drásticamente desde 2014. Entrevistó a jugadores profesionales y señaló que no había un consenso sobre por qué se volvió impopular. Si bien algunos jugadores creían que era simplemente un mapa complejo que requería tácticas especiales, otros pensaban que tenía fallas fundamentales y requería un rediseño completo. Nathan "NBK-" Schmitt, de G2 Esports, expresó su opinión de que Nuke estaba subestimado, lo calificó de único y diferente, y describió el éxito como muy dependiente de la habilidad. Los jugadores entrevistados coincidieron en que el problema de la impopularidad se debía a una falta de comunicación entre ellos y Valve.
En cuanto a la versión de Nuke para Counter-Strike 2, Harrison Thomas de Dot Esports señaló que el nuevo y más realista sistema de iluminación del juego hizo que las sombras de los jugadores fueran más profundas, lo que permitió detectarlos desde diferentes ubicaciones incluso fuera de la línea de visión. Los jugadores debatieron si las nuevas sombras arruinaban la efectividad de ciertas posiciones o no, y Harrison expresó su creencia de que, si no se cambiaban, un "meta de sombras" se convertiría en la norma para las áreas interiores.
Henge, un diseñador de niveles creados por aficionados, se destacó por su conversión total de otros tres mapas multijugador (Cache, Office y Mirage) para que parecieran estar ambientados en Nuke. Natalie Clayton de PC Gamer elogió los mapas personalizados y dijo que "el hecho de que tenga que recordarme a mí misma que no estoy viendo a Nuke desde un nuevo ángulo demuestra la competencia de Henge".